# Vojne reparacije
Vojne reparacije (tudi vojna odškodnina) je odškodnina, ki jo po vojni plača ena stran drugi. Namenjeni so kritju škode ali poškodb, povzročenih med vojno. Izraz se splošno nanaša na denar ali blago, ki menja lastnika, ne pa tudi na priključitev ozemlja.

## Zgodovina
Prisiljevanje ene strani k plačilu vojne odškodnine je običajna praksa z dolgo zgodovino.
Rim je Kartagini naložil velike odškodnine po prvi (Lutacijeva pogodba) in drugi punski vojni.
Nekatere vojne odškodnine so povzročile spremembe v denarni politiki. Na primer, francosko plačilo po francosko-pruski vojni je igralo pomembno vlogo pri odločitvi Nemčije, da sprejme zlati standard. Japonsko je do podobne odločitve pripeljala 230 milijonov srebrnih taelov kitajske odškodnine, naložene po prvi kitajsko-japonski vojni.
Obstajajo poskusi kodifikacije odškodnin v statutu Mednarodnega kazenskega sodišča in osnovnih načelih ZN o pravici do pravnih sredstev in odškodnine za žrtve, nekateri učenjaki pa so trdili, da bi morali imeti posamezniki pravico zahtevati odškodnino prek odškodninskega prava za krivice, utrpljene med vojno.

### Evropa

#### Napoleonske vojne
Po Napoleonovem dokončnem porazu v bitki pri Waterlooju je bilo Franciji po pariški mirovni pogodbi naloženo plačilo 700 milijonov frankov odškodnine. Francija naj bi plačala tudi dodaten denar za kritje stroškov zagotavljanja dodatnih obrambnih utrdb, ki naj bi jih zgradile sosednje države koalicije. V razmerju z njenim BDP je to najdražja plačana vojna odškodnina kadarkoli.

#### Francosko-pruska vojna
Po francosko-pruski vojni je bila Francija v skladu s pogoji frankfurtskega miru (10. maja 1871) dolžna v 5 letih plačati vojno odškodnino v višini 5 milijard zlatih frankov. Odškodnina je bila sorazmerna glede na prebivalstvo, tako da je bila natanko enaka odškodnini, ki jo je Napoleon naložil Prusiji leta 1807. Nemške čete so v delih Francije ostale do izplačila zadnjega obroka odškodnine septembra 1873.

#### Grško-turška vojna leta 1897
Po grško-turški vojni (1897) je bila poražena Grčija prisiljena Turčiji plačati visoko vojno odškodnino v višini 4 milijonov funtov. Grčija, ki je že bila v zamudi, je bila prisiljena dovoliti mednarodni finančni komisiji nadzor svojih javnih financ.

#### Prva svetovna vojna
Rusi so se strinjali, da bodo z izstopom iz vojne po Brestlitovskem miru (ki jo je boljševiška vlada osem mesecev pozneje zavrnila), Centralnim silam plačali odškodnino. Bolgarija je Antanti plačala odškodnino v višini 2,25 milijarde zlatih frankov (90 milijonov funtov) v skladu s Neulijsko mirovno pogodbo.
Nemčija se je strinjala, da bo Trojni antanti po Versajski pogodbi plačala odškodnino v višini 132 milijard zlatih mark, ki je bila nato leta 1932 preklicana, Nemčija pa je plačala le del vsote. Zaradi tega je Nemčija še vedno imela dolgove, ti so bili leta 1953 revidirani s sporazumom o nemških zunanjih dolgovih. Po ponovnem premoru v pričakovanju ponovne združitve Nemčije je bil zadnji obrok dolga plačan 3. oktobra 2010.

#### Druga svetovna vojna v Nemčiji
Med drugo svetovno vojno je Nemčija od okupiranih držav izterjevala plačila, izsiljevala posojila ter kradla ali uničevala premoženje. Poleg tega so bile države dolžne zagotoviti vire in prisilne delavce.
Po drugi svetovni vojni naj bi Nemčija v skladu s Potsdamsko konferenco, ki je potekala med 17. julijem in 2. avgustom 1945, zaveznikom plačala 23 milijard ameriških dolarjev v obliki strojev in proizvodnih obratov. Demontaža na zahodu se je ustavila leta 1950. Reparacije Sovjetski zvezi so se ustavile leta 1953.
Združene države so že pred nemško predajo in še nadaljnji dve leti po predaji izvajale močan program zbiranja vsega tehnološkega in znanstvenega znanja ter vseh patentov in številnih vodilnih znanstvenikov v Nemčiji (znan kot operacija Paperclip). Zgodovinar John Gimbel v svoji knjigi Science Technology and Reparations: Exploitation and Plunder in Postwar Germany navaja, da so "intelektualne odškodnine" (ki se nanašajo na nemške znanstvenike), ki so jih prejele zaveznice, znašale blizu 10 milijard dolarjev. Nemška odškodnina naj bi bila delno v obliki prisilnega dela. Do leta 1947 je bilo približno 4.000.000 nemških vojnih ujetnikov in civilistov uporabljenih kot prisilni delavci (pod različnimi naslovi, kot je "reparacijsko delo" ali "prisilno delo") v Evropi, Kanadi in Združenih državah Amerike.

#### Druga svetovna vojna v Italiji
V skladu z mirovno pogodbo z Italijo iz leta 1947 se je Italija strinjala, da bo Jugoslaviji plačala odškodnino v višini približno 125 milijonov USD, 105 milijonov USD Grčiji, 100 milijonov USD Sovjetski zvezi, 25 milijonov USD Etiopiji in 5 milijonov USD Albaniji.

#### Druga svetovna na Madžarskem
Madžarska se je strinjala, da bo Sovjetski zvezi plačala odškodnino v višini 200 milijonov dolarjev, Češkoslovaški in Jugoslaviji pa po 100 milijonov dolarjev.

#### Druga svetovna vojna v Romuniji
Romunija se je strinjala, da bo Sovjetski zvezi plačala odškodnino v višini 300 milijonov ameriških dolarjev. Romunski ekonomisti so ocenili, da je do februarja 1947 romunsko gospodarstvo utrpelo dodatne izgube zaradi vračanja zaseženega blaga (320 milijonov USD), vračanja premoženja Združenim narodom in njihovim državljanom (200 milijonov USD), opustitve nemških dolgov (200 milijonov USD), nepravilne rekvizicije (150 milijonov USD) in vzdrževanja enot Sovjetske vojske na njenem ozemlju (75 milijonov USD). Romunija je leta 1945 plačala 5,6 milijona dolarjev in po oceni Digi24 je bila preko SovRom prisiljena plačati 2 milijardi dolarjev.

#### Druga svetovna vojna na Finskem
Finska se je lahko pogajala o začasnem mirovnem sporazumu s Sovjetsko zvezo le tako, da je pristala na obsežne odškodnine, in je bila na koncu edina država, ki je v celoti plačala dogovorjeno vojno odškodnino. Skupni znesek odškodnin je po vrednosti dolarja leta 1953 narasel na 500 milijonov ameriških dolarjev.

### Japonska

#### Kitajsko-japonska vojna leta 1895
Pogodba iz Šimonosekija, podpisana 17. aprila 1895, je Kitajsko zavezala k plačilu odškodnine v višini 200 milijonov srebrnih taelov (3,61 milijarde jenov) Japonski; in pristanišča Šaši, Čongčing, Šužou in Hangžou odpreti japonski trgovini.

#### Druga svetovna vojna na Japonskem
V skladu s 14. členom mirovne pogodbe z Japonsko (1951): "Japonska mora zavezniškim silam plačati odškodnino za škodo in trpljenje, ki ju je povzročila med vojno. Japonska bo nemudoma začela pogajanja z zavezniškimi silami." Vojne odškodnine, plačane v skladu z mirovno pogodbo iz San Francisca vključujejo: odškodnine v višini 550 milijonov ameriških dolarjev (198 milijard jenov leta 1956) so bile plačane Filipinom in 39 milijonov ameriških dolarjev (14,04 milijard jenov 1959) Južnemu Vietnamu; Mednarodnemu odboru Rdečega križa je plačala odškodnino za vojne ujetnike v višini 4,5 milijona funtov sterlingov (4,54 milijarde jenov); in odpovedala se je vsem čezmorskim premoženjem v vrednosti približno 23,681 milijarde USD (379,499 milijarde jenov).
Združene države so leta 1952 podpisale mirovno pogodbo z 49 državami in sklenile 54 dvostranskih sporazumov, med drugim z Burmo (20 milijonov dolarjev leta 1954 in 1963), Južno Korejo (300 milijonov dolarjev leta 1965), Indonezijo (223,08 milijonov dolarjev leta 1958), Filipini (525 milijonov USD/52,94 milijarde jenov leta 1967), Malezijo (25 milijonov malezijskih dolarjev/2,94 milijarde jenov leta 1967), Tajsko (5,4 milijarde jenov leta 1955), Mikronezijo (1969), Laosom (1958), Kambodžo (1959), Mongolijo (1977), Španijo (5,5 milijona dolarjev l. 1957), Švico, Nizozemsko (10 milijonov dolarjev 1956), Švedsko in Dansko. Plačila odškodnin so se začela leta 1955, trajala so 23 let in se končala leta 1977. Za države, ki so se odpovedale kakršnim koli japonskim odškodninam, je Japonska privolila v plačilo odškodnine in/ali donacij v skladu z bilateralnimi sporazumi. V skupnem sporočilu vlade Japonske in vlade Ljudske republike Kitajske (1972) se je Ljudska republika Kitajska odpovedala zahtevi po vojni odškodnini od Japonske. V sovjetsko-japonski skupni izjavi iz leta 1956 se je Sovjetska zveza odpovedala svojim pravicam do odškodnin Japonske, tako Japonska kot Sovjetska zveza sta se odpovedali vsem odškodninskim zahtevkom, ki bi izhajali iz vojne. Poleg tega je Cejlon (zdaj Šrilanka) pod predsednikom JR Jayewardenom zavrnil vojno odškodnino od Japonske.

### Irak

#### Invazija Kuvajta
Po zalivski vojni je Irak sprejel Resolucijo Varnostnega sveta Združenih narodov 687, ki je razglasila finančno odgovornost Iraka za škodo, povzročeno v iraški invaziji na Kuvajt. Ustanovljena je bila Odškodninska komisija Združenih narodov (UNCC) in vlade, korporacije in posamezniki so vložili za 350 milijard ameriških dolarjev zahtevkov. UNCC je sprejel in dodelil odškodninske zahtevke za skupaj 52,4 milijarde dolarjev odškodnine približno 1,5 milijona uspešnim tožnikom; do julija 2019 je bilo plačanih 48,7 milijarde dolarjev, ostalo je le še 3,7 milijarde dolarjev za plačilo Kuvajtu v imenu Kuwait Petroleum Corporation. UNCC pravi, da je prednostna razvrstitev zahtevkov fizičnih oseb pred zahtevki vlad in subjektov ali korporacij (pravnih oseb) "označila pomemben korak v razvoju mednarodne prakse zahtevkov". Sredstva za ta plačila naj bi izhajala iz 30-odstotnega deleža iraških prihodkov od nafte iz programa nafta za hrano.

#### Invazija ZDA
Skupine za človekove pravice v Iraku in Združenih državah so se zavzemale za odškodnino s strani ZDA za opustošenje in zdravstvene posledice, ki so jih utrpeli iraški državljani med vojno v Iraku.
 